# ヒョーゴスラビア

旧国の境界線が引かれた現在の兵庫県の地図。

ヒョーゴスラビアは、摂津国・丹波国・但馬国・播磨国・淡路国の旧5国から構成される兵庫県を、様々な文化や民族が入り混じった、かつてヨーロッパに存在した国「ユーゴスラビア」になぞらえた言葉。

## 歴史
旧5国で構成された兵庫県は、多様な文化がある一方、県のイメージがまとまりづらいとされる。そのため、インターネット上でユーゴスラビアになぞらえて「ヒョーゴスラビア連邦」と呼ばれることがあった。兵庫（ヒョーゴ）という語呂の良さが背景にあった。
ヒョーゴスラビアはハッシュタグとして2013年8月頃にTwitterで流行し始め、2016年に盛り上がりを見せた。Twitter上ではあるあるネタや大喜利などが展開され、関西で人気のタレント上沼恵美子が「ヒョーゴスラビアの支配者の一人である」といった冗談も飛ばされた。
2018年7月中旬、神戸市出身で東京都在住の男性が投稿した「兵庫県は七つの県境、六つの方言、五つの国、四つの新幹線駅、三つの空港、二つの海を持つ、一つの県」「ヒョーゴスラビア連邦と形容されるほど地域性多様」というメッセージは1万5000を超えるいいねを獲得した。

## 評価
「ヒョーゴスラビア」という呼称には「ユニーク」「奥深い」「多様性を反映している」などの好意的な意見がある。週刊アスキーの花茂未来は、「兵庫県の変遷や現状、風土を的確に言い表しており、共感者も多い」と述べた。

## 大衆文化
Android対応のシミュレーションゲームアプリ『ヒョーゴスラビア』が配信された。ヒョーゴスラビアはニコニコで公開されたフリーゲーム『標準語を取り戻すRPG』に登場する。